# Оливейра, Иву
Иву Эммануэль Алвеш Оливейра (порт. Ivo Emanuel Alves Oliveira; род. 5 сентября 1996, Вила-Нова-ди-Гая, Португалия) — португальский профессиональный трековый и шоссейный велогонщик, выступающий за команду мирового тура «UAE Team Emirates». Призёр чемпионатов мира в индивидуальной гонке преследования, чемпион Европы в индивидуальной гонке преследования и призёр в мэдисоне.
Брат Руи (братья — близнецы) и Элдера Оливейры также велогонщиков.

## Достижения

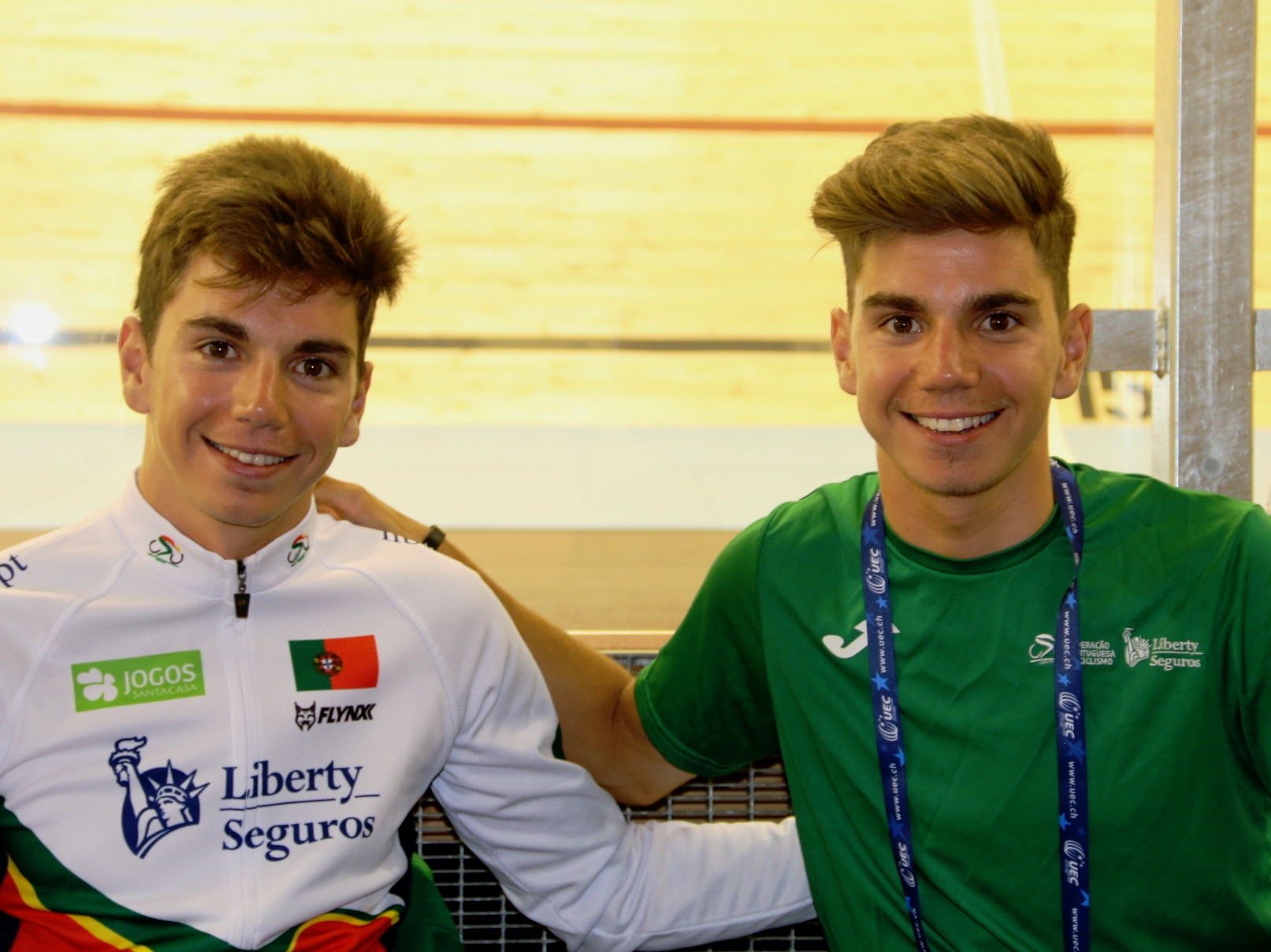
Братья Иво и Руи Оливейра на Чемпионате Европы по трековому велоспорту 2017

### Трек
2013
1-й  Чемпион Португалии — Индивидуальная гонка преследования (юниоры)
2-й Чемпионат Португалии — Гонка по очкам (юниоры)
3-й  Чемпионат мира — Гонка по очкам (юниоры)
2014
1-й  Чемпион мира — Индивидуальная гонка преследования (юниоры)
1-й  Чемпион Европы — Индивидуальная гонка преследования (юниоры)
1-й  Чемпион Португалии — Командный спринт (юниоры)
1-й  Чемпион Португалии — Командная гонка преследования (юниоры)
1-й  Чемпион Португалии — Омниум (юниоры)
3-й  Чемпионат мира — Мэдисон (юниоры) (вместе с Руи Оливейра)
3-й  Чемпионат Европы — Омниум (юниоры)
2016
1-й  Чемпион Португалии — Индивидуальная гонка преследования
1-й  Чемпион Португалии — Гит на 1 км
2-й  Чемпионат Европы — Индивидуальная гонка преследования U23
3-й  Чемпионат Европы — Омниум U23
2017
1-й  Чемпион Португалии — Индивидуальная гонка преследования
1-й  Чемпион Португалии — Гонка по очкам
1-й  Чемпион Португалии — Омниум
2-й  Чемпионат Европы — Индивидуальная гонка преследования
2-й  Чемпионат Европы — Индивидуальная гонка преследования U23
6-й Чемпионат мира — Индивидуальная гонка преследования
10-й Чемпионат мира — Омниум
2018
1-й  Чемпион Португалии — Омниум
1-й  Чемпион Португалии — Мэдисон (вместе с Руи Оливейра)
2-й  Чемпионат мира — Индивидуальная гонка преследования
2-й  Чемпионат Европы — Индивидуальная гонка преследования
4-й Чемпионат мира — Омниум
2019
1-й  Чемпион Португалии — Индивидуальная гонка преследования
1-й  Чемпион Португалии — Гонка по очкам
6-й Чемпионат мира — Индивидуальная гонка преследования

### Шоссе
2014
1-й  Чемпион Португалии — Индивидуальная гонка (юниоры)
3-й Subida à Glória
2016
3-й Чемпионат Португалии — Индивидуальная гонка U23
2017
1-й — Пролог Велогонка Мира U-23
2018
1-й  Чемпион Португалии — Индивидуальная гонка U23
1-й — Этап 4 Circuit des Ardennes international